# Wauconda (Illinois)
Wauconda – wieś w Stanach Zjednoczonych, w stanie Illinois, w hrabstwie Lake.